# Stigma

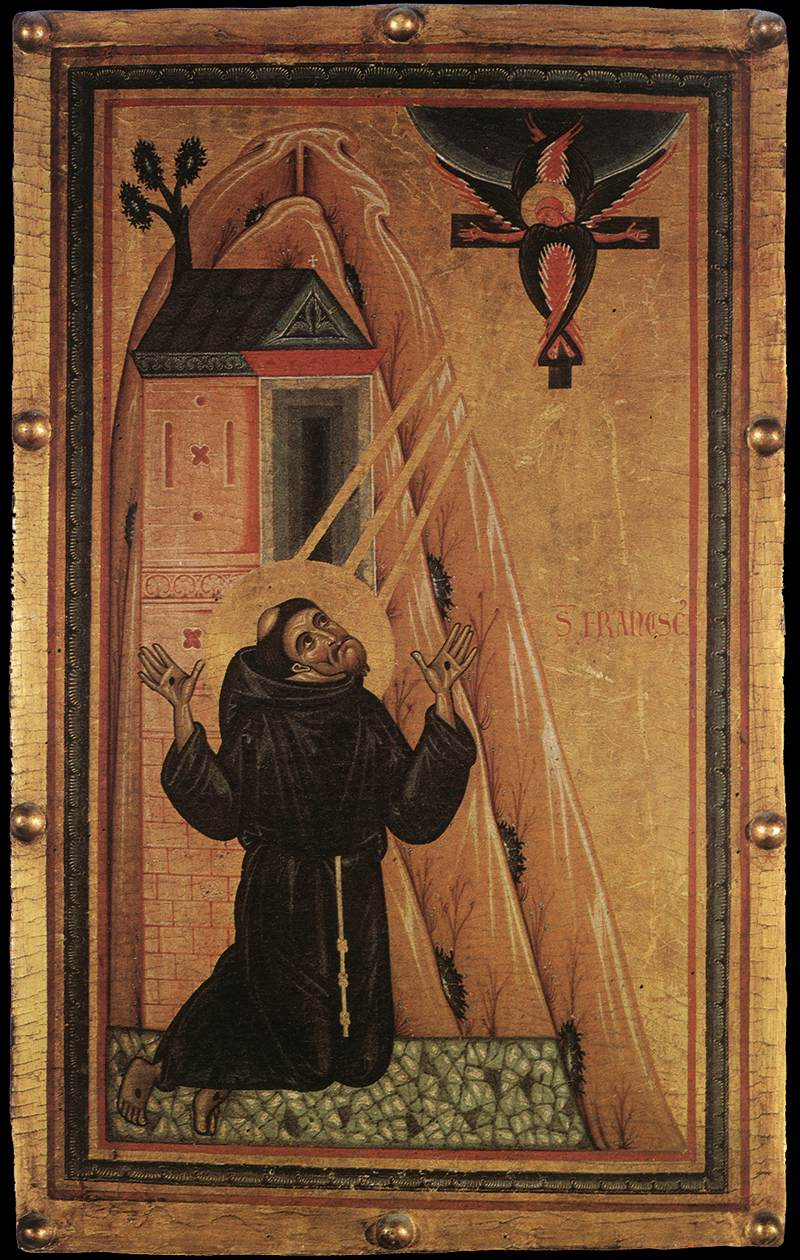
Assisi Szent Ferenc (1182–1226), aki először 1224-ben tapasztalta a stigmákat La Vernában, Olaszországban

A stigma testi jegy vagy fájdalom, amely olyan testtájakon jelenik meg, ami Jézus keresztre feszítését idézi. A szó Szent Pál Galatákhoz írott leveléből származik: „Ezután senki se okozzon nekem kellemetlenséget, mert én az Úr Jézus jegyeit viselem testemen” – írta Szent Pál (6:17). A latin nyelvű Vulgata a „jegy” szóra a latin stigma szót használta.
A stigmák előidéző okai vitatottak. Vannak, akik szerint legalább bizonyos esetekben természetfeletti, csodás eredetűek, mások csalást látnak bennük vagy az orvosi magyarázatoknak hisznek.
A stigmák általában a katolikus valláshoz, illetve hívőihez kötődnek. A stigmatizáltak többsége nő. Dokumentált esetek nem katolikusok közt is előfordultak.
A stigma szót a mindennapi beszédben használják negatív értelemben is, „bélyeg, megbélyegzettség” jelentéssel.

## Leírása
A feljegyzett esetek különfélék. Vannak olyan esetek amikor a stigmatizált testén megjelenik az öt Szent Seb (a szögektől esett sebek a kézen és lábon és a lándzsadöfés az oldalán), vagy ezek egy része. Vannak, akiknek a tövisek okozta sebek jelennek meg a homlokukon, mások vért izzadnak vagy könnyeznek, a korbácsolás okozta sebek tűnnek fel a hátukon vagy a kereszt cipelése okozta sebek a vállukon.
Vannak olyan stigmatizáltak, akik csak a sebek fájdalmát érzik, anélkül, hogy maguk a sebek megjelennének: ők láthatatlan stigmákat viselnek. Máskor a seb és az óriási fájdalom együtt vannak jelen. Egyes stigmatizáltak sebei nem gyógyulnak be, frissek maradnak, ám mégsem fertőződnek el. Egyes feljegyzések arról számolnak be, hogy a sebek kellemes illatot árasztanak.
Van, hogy a jegyek első megjelenése után a stigmatizált folyamatosan viseli őket, de az is előfordul, hogy a stigmák csak a nap bizonyos időszakában vagy bizonyos napokon jelennek meg.

## Története
Az első dokumentált eset, amelyet a római katolikus egyház is autentikusnak fogad el, Assisi Szent Ferencé (1182–1226), aki először 1224-ben tapasztalta a stigmákat az Itália területén fekvő La Vernában.
Magyarországi Boldog Ilona a veszprémi domonkos kolostor priorája volt, az első stigmatizált nő. Életéről főként egy legenda tájékoztat, egy velencei kódexből ismeretes, amit a San Giovanni e Paolo domonkos kolostor könyvtárában őriztek. Ebből a könyvtárból származott IV. Béla magyar király leányának, Boldog Margitnak nápolyi legendája is. Boldog Ilona legendája szövegét Gergely, a magyarországi domonkos rend tartományfőnöke 1409. december 15-én egy levél kíséretében elküldte a domonkos rend velencei tartományfőnökének. A legenda Árpád-kori eredetét bizonyítja, hogy benne csakis Árpád-kori személyek és események szerepelnek. A legenda első változatát eszerint Ilona halála után, 1241-et követően fogalmazhatták meg. A kódex két részből áll, az első rész Ilona életéhez kötődő csodás jelenségeknek és a stigmák megszerzésének a leírása, a második rész pedig a halála után történt eseményeknek, főként a sírjánál történő csodálatos gyógyulásoknak az elbeszélése.
A Szent Ferenc halála után eltelt évszázadban több mint húsz újabb esetet jegyeztek fel. Azóta nagyon sok volt az ilyen eset. A 19. század végére több mint 300-at jelentettek. A 20. században az esetek száma drasztikusan emelkedett: több mint 500 esetet jegyeztek fel. A modern korban növekedett a nem az egyházból, illetve nem a katolikus rendekből jöttek száma a stigmatizáltak között. A nem katolikusok közt is jegyeztek fel eseteket.
A feljegyzésekben szereplő első stigmatizált Kölni Boldog Krisztina volt (1242–1312), akit az 1320 és 1350 között készült Codex Iuliacensis  említ. Relikviái a jülichi Propsteikirchében nyugszanak, Aachen közelében. Koponyáján egyes források szerint ma is láthatók a tüskék hagyta nyomok.
Híres modern kori stigmatizált volt Pietrelcinai Szent Pio (1887–1968).

## Híres stigmatizáltak

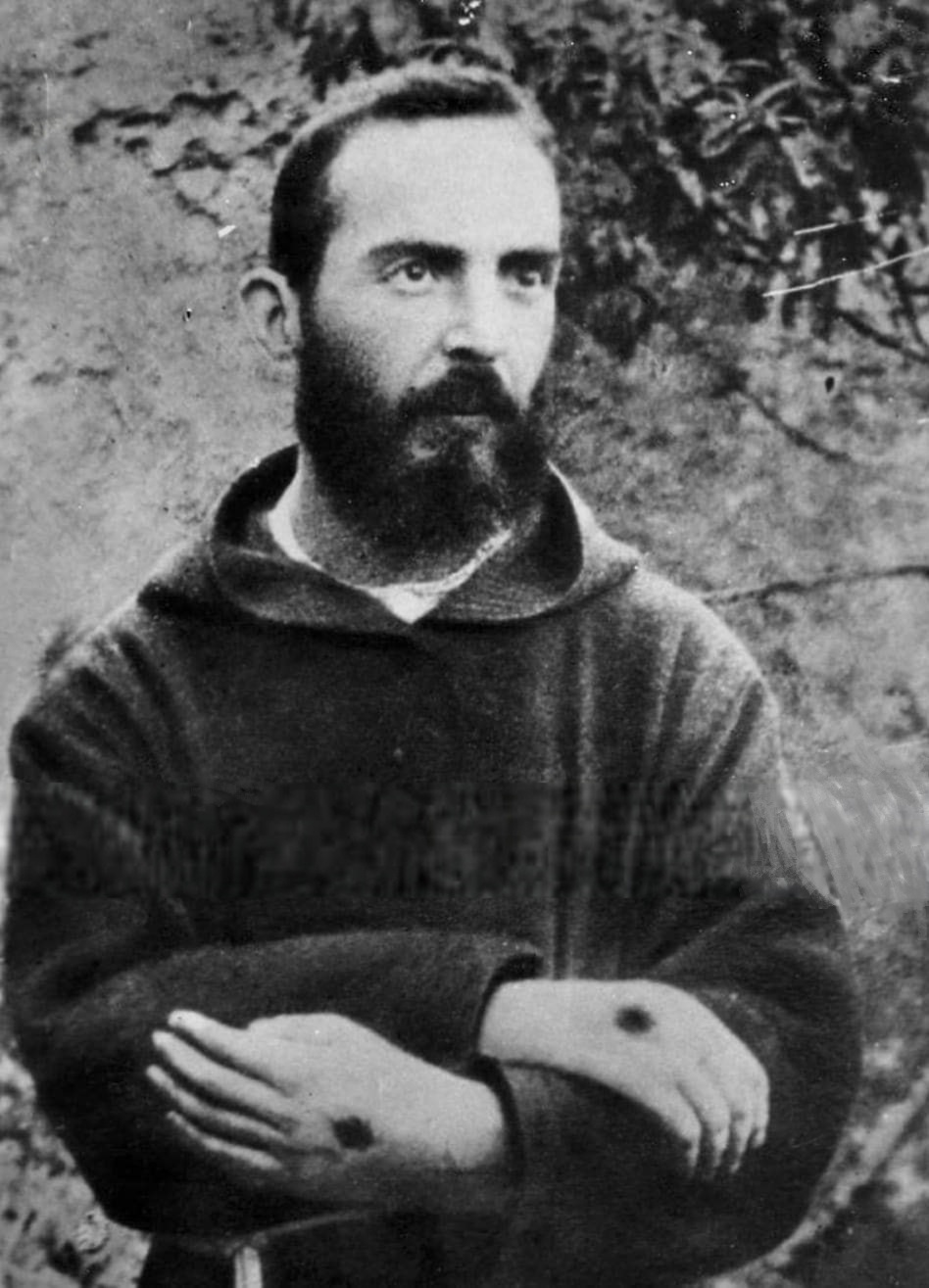
Pietrelcinai Szent Pio

- Assisi Szent Ferenc
- Barbe Acarie
- Emmerich Anna Katalin
- Casciai Szent Rita
- Galgani Szent Gemma
- Giuliani Szent Veronika
- João de Deus
- Kölni Boldog Krisztina
- Neumann Teréz
- Lilian Bernas[6]
- Pietrelcinai Szent Pio
- Sziénai Szent Katalin
- Gornik Magdaléna

### Híres magyar stigmatizáltak
- Galgóczy Erzsébet
- Magyar Boldog Ilona

## Külső hivatkozások
- livingmiracles.net: Stigmata (angolul)